# Kukusan (Kendit)
Kukusan is een bestuurslaag in het regentschap Situbondo van de provincie Oost-Java, Indonesië. Kukusan telt 2604 inwoners (volkstelling 2010).